# 与島
与島（よしま）は、香川県坂出市の瀬戸内海に浮かぶ塩飽諸島の島。
与島を中心に、坂出市に属する櫃石島、岩黒島、鍋島、小与島、瀬居島、沙弥島などを束ねて与島諸島とも言う。

## 地勢

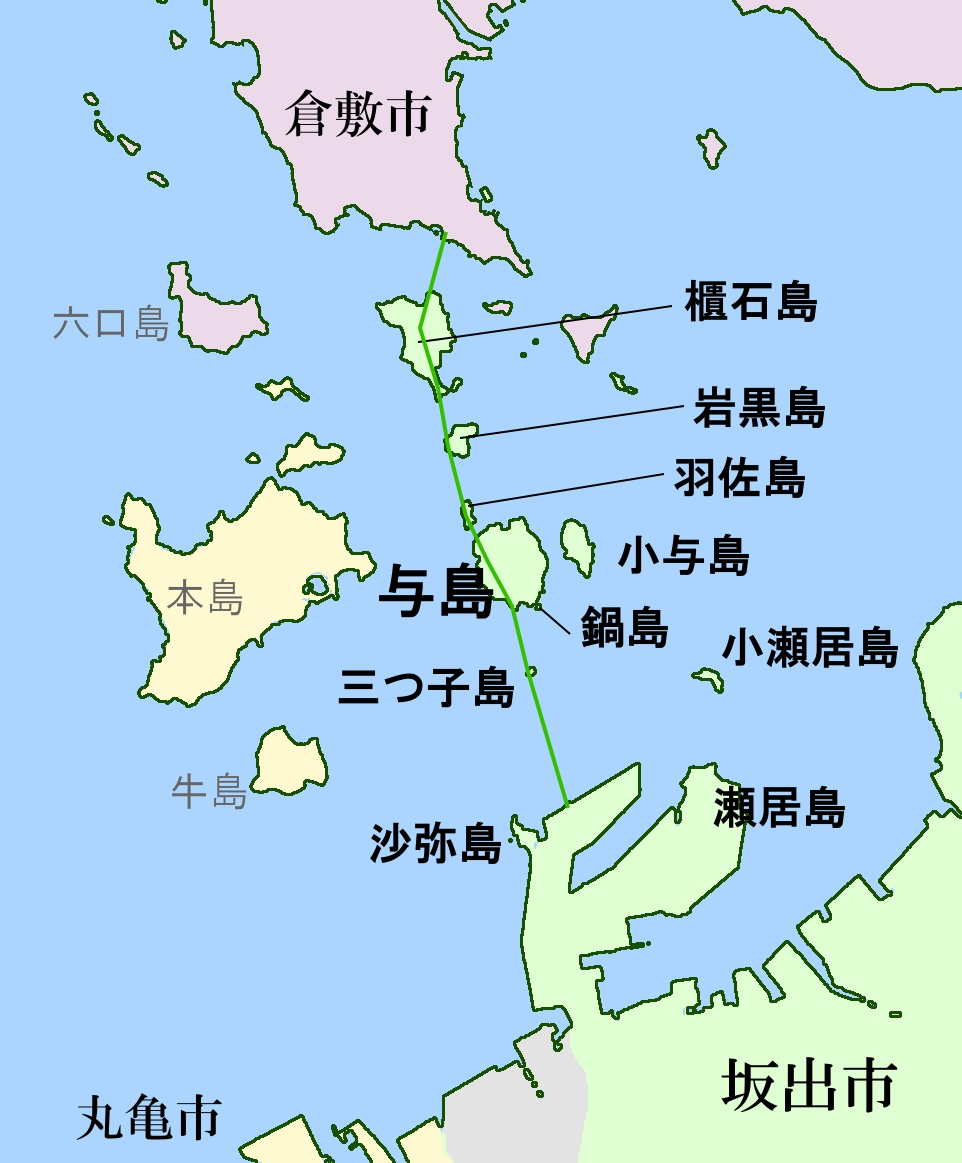
与島諸島略図（島々を横断する緑線が瀬戸大橋）

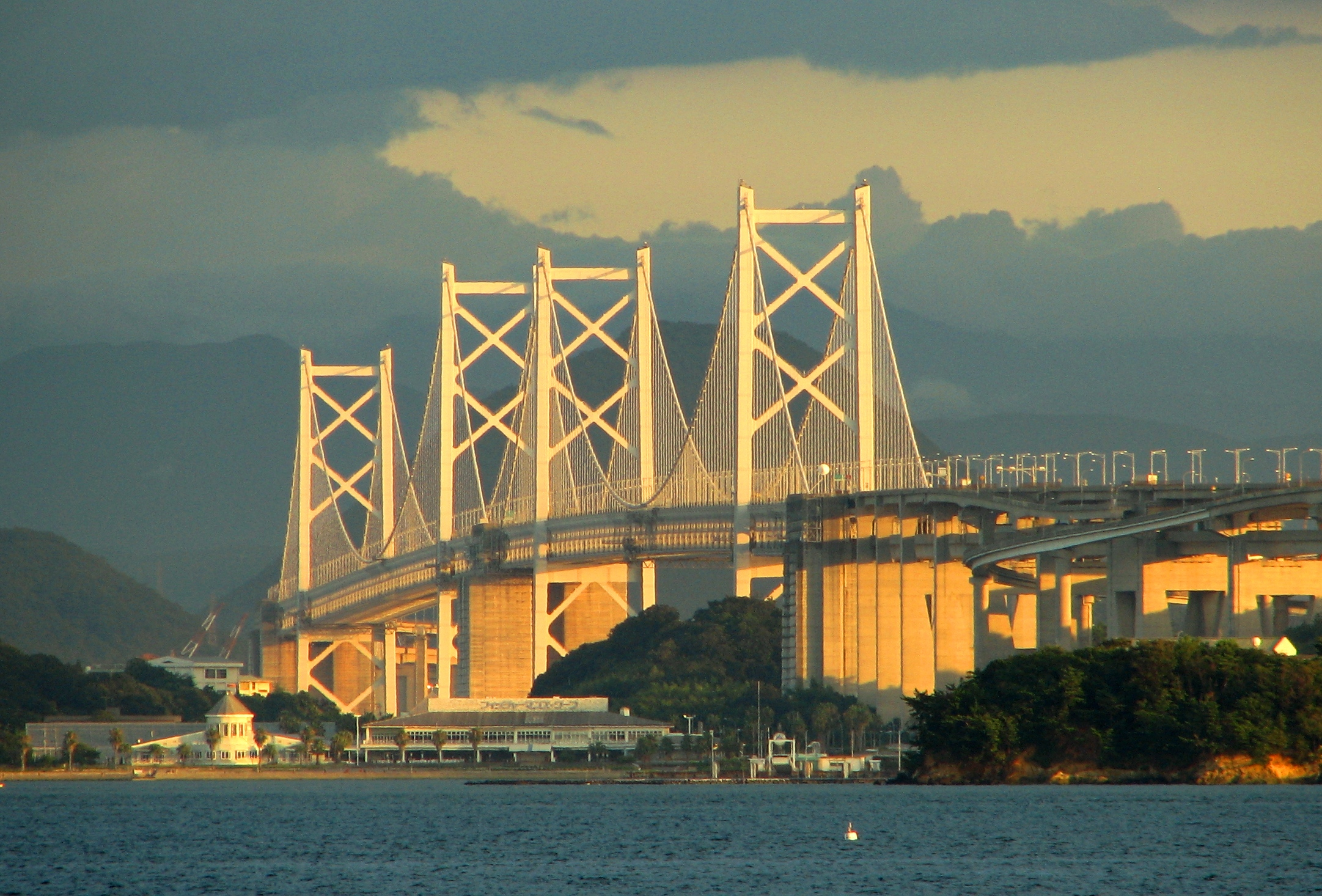
与島に架かる瀬戸大橋

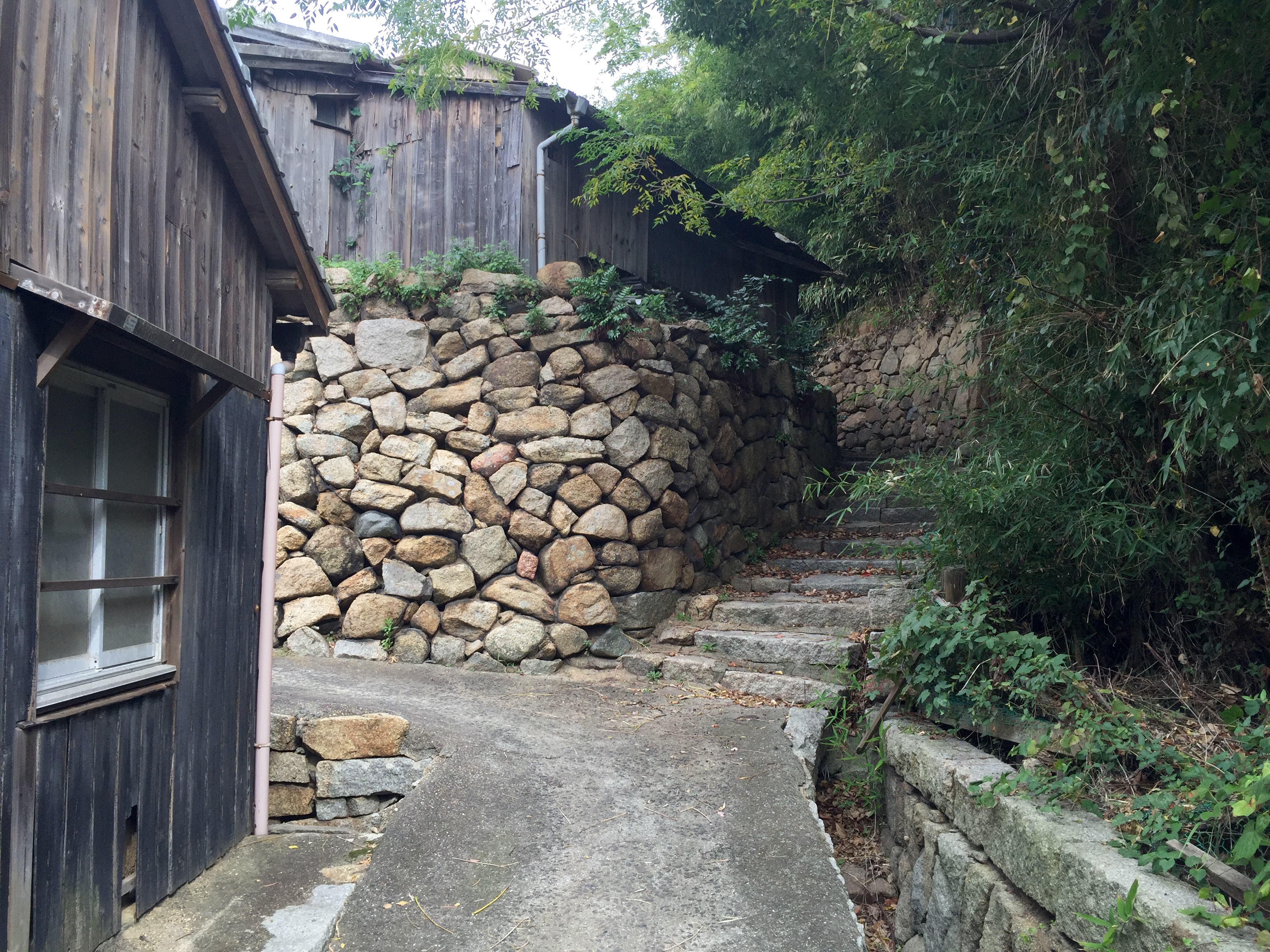
与島の路地と石積み

古くから瀬戸内海（備讃瀬戸）の重要港だった四国の宇多津と本州・下津井（現倉敷市の一部）の両港のほぼ中間地点に位置する島である。
塩飽諸島を構成する主要7島（塩飽七島）の一つで、主に花崗岩からなり、面積1.10km2、周囲6.9km。周囲に羽佐島、岩黒島、小与島、鍋島、三つ子島を従えている。「与島」という名称が確認できる最古の文献は1590（天正18）年に遡り、これらの島々が組になっていることから「与する島」というのが島名の由来とする説がある。塩飽諸島のうち、坂出市に属する島を与島諸島とも言う。
島の東西それぞれに標高60-70ｍほどの南北に走る丘があり、かつては採石場だった。北にはかつて入り江があって、島は馬蹄形をしていたが、江戸末期に塩田を作るために入り江が埋め立てられ、今は円形の島である。埋め立てられた一帯は今は「塩浜」地区となっている。かつての「馬蹄」の先端部は「長崎鼻」などと呼ばれており、石棺や列石が見つかっている。
島の南東側には「浦城」地区があり、100mほど沖に小さな鍋島があったが、今は防波堤で与島と鍋島は接続されており、港になっている。鍋島にある鍋島灯台は1872（明治5）年築の石造りの灯台で、日本で2番めに古い灯台とされている。
植生はクロマツやアカマツが多く、農地では麦作や花卉栽培が行われている。古くは漁業と石材業が島の中心産業で、浦城の漁港を中心に鯛・鰆・鮴・蛸などを獲っていた。瀬居島との間の海域や牛島の南など、あたりは岩礁の多い好漁場だったが、それゆえに近隣の浜との諍いが絶えず、備前国（岡山県）側とも讃岐国（香川県）側とも対立した。島で切り出した石材を運ぶための回漕業も発達し、島原の乱では板倉重昌が与島で24隻の船を徴発して資材の運送に充てた。島民は船員として秀でており、河村瑞賢による西廻海運開拓、咸臨丸の小笠原航海にも参加した。塩飽諸島独特の制度として、戦国末期に作られた「人名（にんみょう）」というものがあり、幕府の海事に船員として労力を提供する代わりに世襲で漁業権や島の土地の権利を保証された。塩飽の島々は「人名の島」とも呼ばれ、「人名」の名称は現代も島域の山林の管理組合などに残されている。江戸後期には入浜式の塩田が拓かれ、製塩業もはじまり移住者が増えた。塩田を築いたのは備前国出身者だったので、香川県内の他の塩田とは設計が異なっているのが特徴である。塩田は1972（昭和47）年まで操業していたが、国の塩業政策にともなって廃止になり、跡地は瀬戸大橋建設のための資材置き場となった。これが現在の塩浜地区にあたる。

## 行政
全域が香川県坂出市与島町に属している。郵便番号は762-0071（坂出郵便局管区）。
1590（天正18）年に太閤検地（塩飽検地）があり、居住者40と記録されている。江戸時代には幕府の直轄となり、島年寄と庄屋がおかれた。1875（明治8）年の記録では78戸339人となっている。
1878（明治11）年に「那珂郡」に編入されたのち、1890（明治23）年に周辺の島々を集めて「与島村」（與嶋村、よしまそん）が発足した。1899（明治32）年には那珂郡が隣接する郡と合併して仲多度郡となった。1953（昭和28）年に与島村は坂出市に編入された。

## 人口
1980年には島民は361名であり、多くの家庭が採石業に関連した仕事をしていた。瀬戸大橋の建設に伴って建設労働者の宿舎が建築され1988年には人口は500人以上に増えた。瀬戸大橋開通後に期待した観光業は数年で廃れ、人口流出が続いた。1990年には277人、2005年には73世帯142人、2010年には63世帯115人、2015年には81人となり高齢化も進行している。

## 西方遺跡
1988（昭和63）年には瀬戸大橋が開通するにあたり、島の西側の尾根一帯は架橋用地となり、与島パーキングエリアが設けられた。この西の尾根には旧石器が出土する西方遺跡があり、瀬戸大橋の工事に先立って発掘調査が行われた。一帯からは讃岐岩（サヌカイト）の剥片石器やナイフ形石器など2000点あまりが出土したが、花崗岩の風化が著しく住居跡などは確認できなかったため、詳しいことはわかっていない。

## 与島石
周辺の島々と同様に、与島でもかつて採石業が盛んだった。豊臣秀吉の検地に際して、与島は5ヶ所ある「御用石帳場」の1つになっている。江戸時代から明治時代には石の切り出しがさらに盛んになり、与島と隣接する小与島では「与島石」と呼ばれる良質な花崗岩を産出し昭和の最盛期には30社もの業者が操業していた。石材を搬出する海運業も栄え、50隻の運搬船が使用された。
瀬戸大橋の建設に伴って橋脚やパーキングエリアや観光施設に土地を譲渡する形で多くの業者が廃業した。採石は露天掘りで実施されており、操業停止後は雨水が溜まり池となっている場所も、航空写真で散見できる。
近年は安価な外国産石材におされて採石事業は低調であり、外国産石材の加工業が営まれている。

## 交通
かつて与島は「離島」だったが、瀬戸大橋の開通と与島パーキングエリアの開業により、本州・四国の本土と陸路で接続されている。本州の岡山県、四国の香川県とは公共交通（バス）による定期便が運行されている。一方、2015年現在、与島への定期航路はない。

### 与島港
与島は、石材の積み出し地として栄えてきた。港湾施設は島の南東岸の浦城地区、北岸の塩浜地区（与島塩浜港）、与島から東に300m沖にある小与島の西岸、さらに羽佐島の東岸にあり、これらをまとめて与島港とする。与島港は地方港湾に指定されており、坂出市が管理をしている。
港湾地区の一つである南東岸の浦城地区の港は浦城港と呼ばれており、かつては定期船が出入りしていた。現在はもっぱら漁業に利用されている。岸壁から100mほどにある鍋島まで防潮堤で接続されており、鍋島には鍋島灯台がある。
北岸の塩浜地区の埋立地にある与島塩浜港では、瀬戸大橋の開通にあわせて大型商業施設の「フィッシャーマンズワーフ」が整備され、瀬戸大橋観光遊覧船が就航していた（#観光とフィッシャーマンズワーフ参照）。与島塩浜港には浮桟橋と荷揚げ用の岸壁が整備されており、もっぱら交通用途に利用されている。
このほか、小与島にも波止場があり、与島港の一部をなしている。ただし2015年現在、小与島への定期航路はない。
与島は大型船舶が数多く航行する瀬戸内海の海上交通の幹線上にある。島の南には、島や浅瀬の間を縫うように備讃瀬戸航路が設定されている。与島付近では、備讃瀬戸航路は3つに細分化されている。このうち与島の東側では幅1.4kmの海域が「備讃瀬戸東航路」と設定されていて、北寄りの幅700mの海域が西行き航路、南寄りの幅700mの海域が東行き航路の対面航行になっている。一方、瀬戸大橋の西側の海域では、西へ向かう船舶は本島と牛島の間を通り、与島の南をかすめる「備讃瀬戸北航路」になっている。東へ向かう船舶は「備讃瀬戸南航路」を通り、牛島と四国本島の間を抜ける。
さらに、与島の西側には倉敷市の水島港から出てくる水島航路が設定されており、与島の南西沖で備讃瀬戸航路に合流する。与島周辺では、これらの航路の内外でこませ網漁も行われている。

### 道路
1988（昭和63）年開通の瀬戸大橋が与島を南北に貫いている。瀬戸大橋は複数の橋梁・高架橋で構成されており、このうち羽佐島と与島の間を与島橋（877m）、与島の上を与島高架橋（717m）、与島から三つ子島の間を北備讃瀬戸大橋（1611m）が繋いでいる。
瀬戸大橋には瀬戸中央自動車道と鉄道の瀬戸大橋線が走っており、このうち瀬戸中央自動車道には与島パーキングエリアおよび与島インターチェンジ（与島IC）が設けられている。与島パーキングエリアには750台の駐車場があり、駐車場から与島北部の与島港へ行くことが出来る。与島ICは島民専用であり、島民関係者および路線バスなどは専用カードにより島民用ゲートを開いて島内道路へ入ることが可能。島民以外の自動車が利用できるのは第2駐車場（塩浜地区）までであり、島の南部へ行くためには路線バスを使うことになる。
- 香川県道274号与島線

### バス
2021年3月31日まで四国側からは坂出駅・与島間（琴参バス）、本州側からは児島駅・与島間（下津井電鉄）の路線バスが運行されていた。2021年4月1日より坂出駅から児島駅まで直通の路線バス（琴参バス）が運行されている。詳細は瀬戸大橋線参照。

### 鉄道
瀬戸大橋には瀬戸大橋線が通っているが、与島を含めて橋の途中には鉄道駅はない。しかし、鉄道通過による騒音は島へも影響があり、環境基準としての騒音の目標値である80dBが設定されている。実際の騒音値は72-82dBで推移しており、平均値では目標値をやや下回るものの、キハ181系や113系を使用する列車を中心に基準を超える騒音が発せられる場合もあった。このため騒音対策として車輪の改良が行われている。

### その他の社会インフラ
与島では1960（昭和35）年に簡易水道が敷設され、1980（昭和55）年には岡山県高梁川から水道が開通した。現在は坂出市から瀬戸大橋の防災用送水管を経由して上水道が供給されている。一方、下水道は未整備で、浄化槽の設置や収集車によるし尿回収によって生活排水を処理している。電気は1966（昭和41）年に送電が始まり、香川県から供給されている。通信設備については携帯電話や3.5世代移動通信は利用できるものの、有線回線としては長らくISDN回線までであったが、フレッツ光ネクストが2015年2月6日より提供されるようになった。
医療については、診療所はあるものの常勤医師はおらず、坂出市から週1回の巡回診療が行われている。明治期から昭和初期には与島を含む周辺各島に小学校が整備されていたが、高齢化と少子化により、小学校・中学校は2008（平成20）年に廃校となった。中学生までは四国本土へのバス通学をする場合には交通費の95%が補助金で賄われるが、高校生以上には交通費の補助や下宿の補助金はない。

## 観光とフィッシャーマンズワーフ
瀬戸大橋が完成した翌年の1989年には、774万人の観光客を集めた（ただしこれらの数値には与島パーキングエリアの立ち寄り客が含まれている。）が、2007年には258万人まで減少した。瀬戸大橋の開通にあわせてフィッシャーマンズ・ワーフという商業施設が設けられ、当初はおおいに賑わったものの、2011年11月30日に閉鎖されている。

### 開業と京阪電鉄撤退

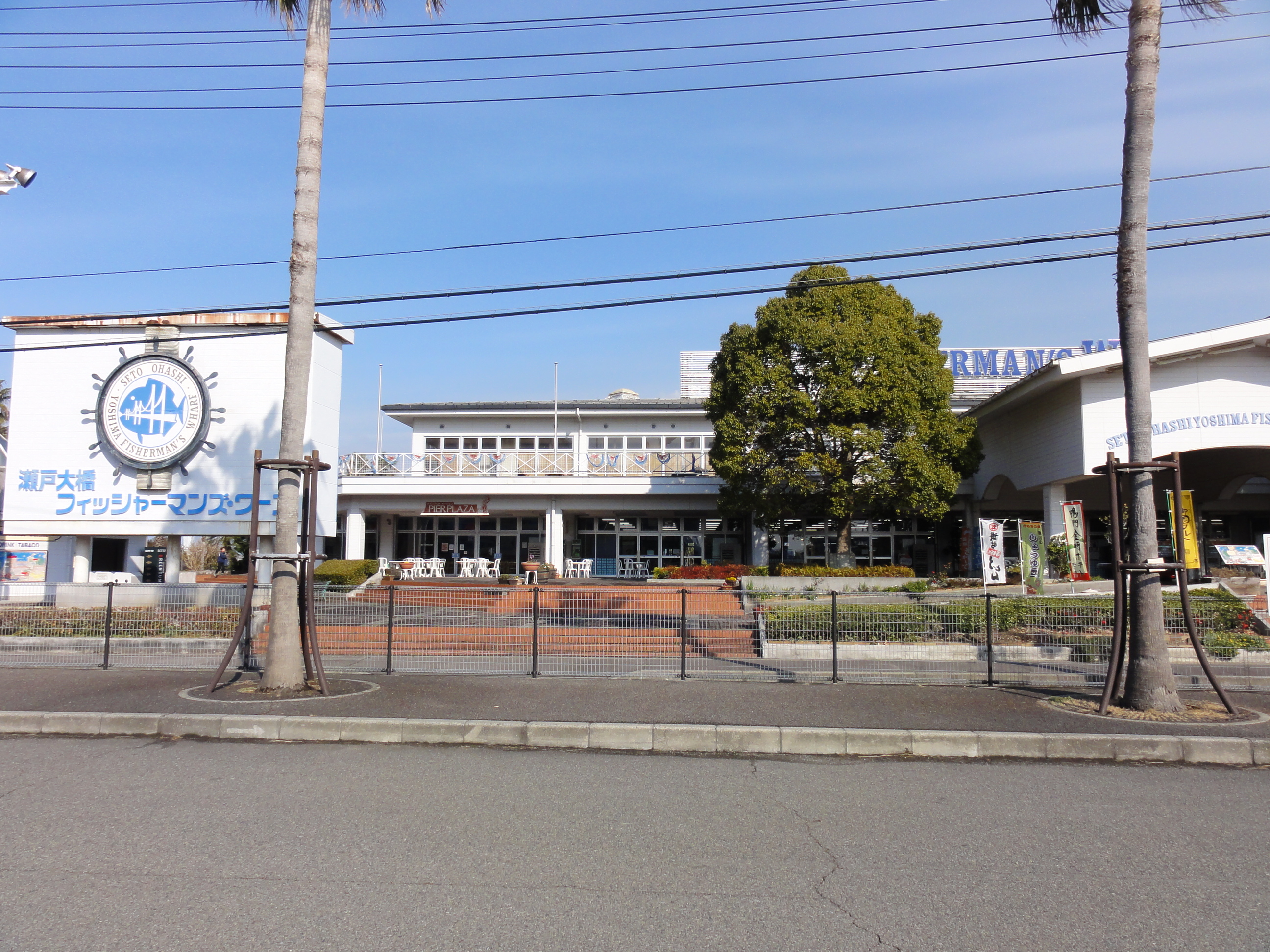
瀬戸大橋フィッシャーマンズワーフ

瀬戸中央自動車道の開通した1988（昭和63）年に京阪電気鉄道が観光型商業施設「瀬戸大橋京阪フィッシャーマンズ・ワーフ」を開業した。当初は年間516万人の利用者があり予想を上回る年間103億円を売り上げた。与島を周遊する観光船(後述)や観光ヘリコプターが運行され、レーシングカート場も建設された。
翌1989年にも島全体で774万人の観光客を集め、隣の小与島に建設されたリゾートホテル「アクア小与島」との間にロープウエイを建設する計画まであったが、ブームが去ると観光客が急減。1990年代には年間250万人に減少し、神戸淡路鳴門自動車道や「しまなみ海道」がオープンすると更に減少した。不採算部門は次々と閉鎖・縮小されたが、2003年に京阪電鉄は撤退。累積赤字は清算された。

### 八幡建設へ譲渡後

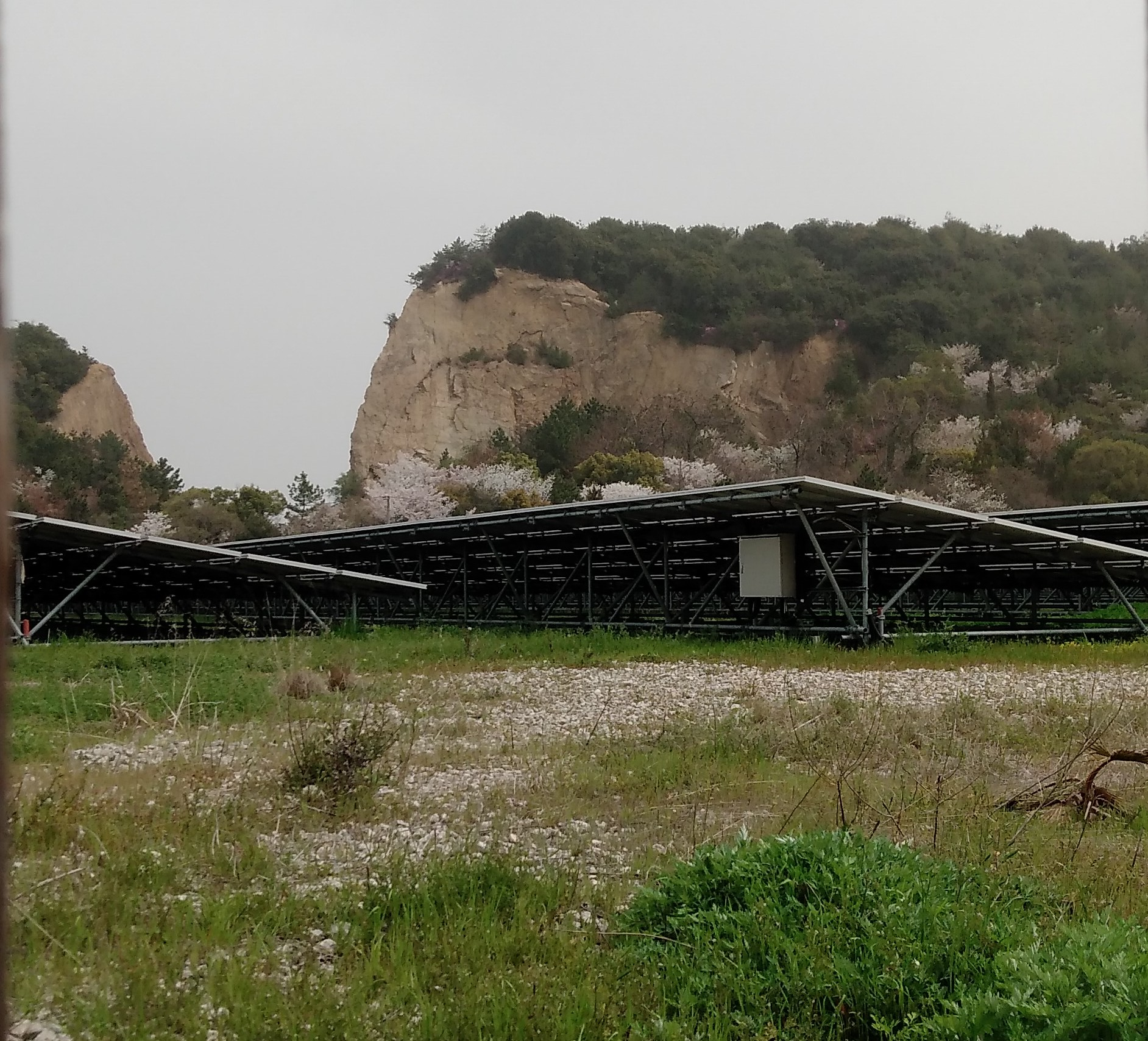
瀬戸大橋フィッシャーマンズワーフ跡に設置された太陽光発電施設(2021年3月30日撮影)

事業は同年4月に鳥取市秋里の八幡建設に譲渡され「瀬戸大橋フィッシャーマンズワーフ」として再オープンした。遊覧船を含む全施設と土地を八幡建設が取得し職員・パート90人も受けついだ。八幡建設は観光・レジャー産業へは初進出であった。譲渡後から同年12月までの来場者数は45万8000人で、前年同期比12万人減であり譲渡後も来訪客の減少が止まらなかった。
2004年1月22日よりボーリングによる温泉の掘削を開始。当初は滞在型のリゾートホテルを建設する予定であったが、レーシングカート場跡地にオアシスパーク瀬戸大橋という足湯を2007年4月に建設するに留まった。
「ベゴニア海花園」という温室庭園も2006年7月にオープンした。「ベゴニア海花園」には、ベゴニアを中心に約1万株の花々が植えられ、アンデス山脈の標高3000m付近の植生が再現された。四季咲きのローズガーデンやイチゴ園も併設された。温室は3000平方メートルの広さで西日本最大級の規模であった。鹿児島県などから運んだケヤキやクスノキ、イチョウなどの大木を植樹し、築山、池を造成した庭園は、面積2万1000平方メートルの広さがあった。これらの新規観光施設開設によって年間20-40万人の入園者を見込んでいたが2007年実績で3万人に留まり、2008年11月末には双方とも閉鎖となった。
最終的には施設本館で土産物販売とレストランを営業するのみとなり、2011年11月30日に全面閉鎖された。管理者は今後跡地を更地とし、利用方法を検討したいとしている。
2015年11月現在は、建物があった場所にソーラーパネルが設置され、太陽光発電施設として利用されている。

### 咸臨丸
フィッシャーマンズワーフ開業に合わせて「咸臨丸」（かんりんまる）が就航した。これは幕末の咸臨丸を模して帆船風に3本のマストを装備した観光船で、1861（文久元）年に咸臨丸が小笠原諸島への航海を行った際に塩飽諸島から42名の船員が参加したことに因んでいる（このうち与島からは4名）。観光船は瀬戸大橋の下をくぐって羽佐島、櫃石島などを巡り、約30分のクルーズが人気で初年度は117万人が乗船した。客足が落ちると共に週末のみの航行となったが、建造後20年を経過して各部分の劣化が進行し、2008年1月末で運行を停止した。

## 年表

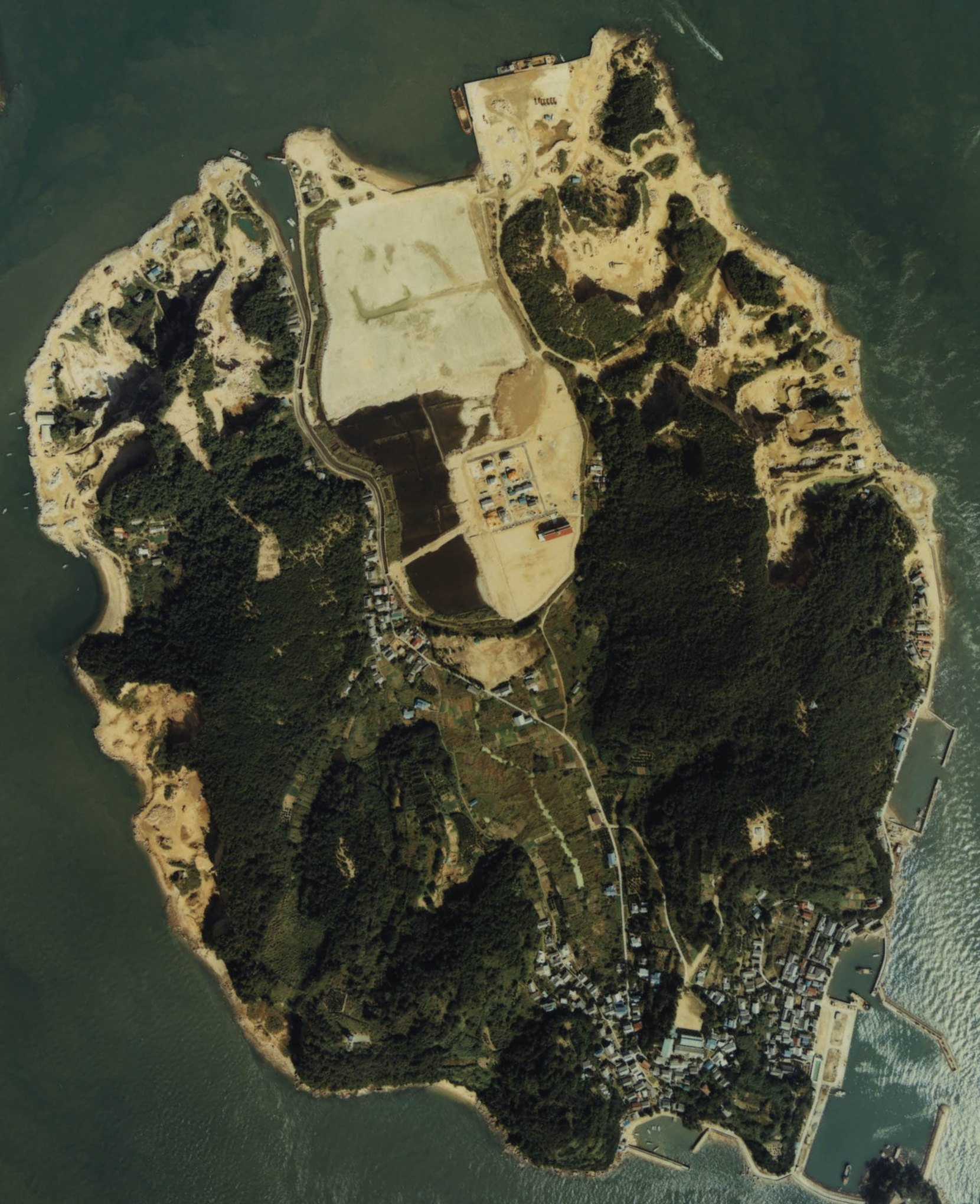
与島全体の空中写真（瀬戸大橋開通前の1980年撮影）。

- 1590（天正18） - 豊臣秀吉による塩飽検地[3]。「与島」の初出[7]。
- 1769（明和06） - 塩飽島大工騒動。[3]
- 1840（天保11） - 入り江が埋め立てられて塩田ができる。（着工は1838年）[3]
- 1861（文久元） - 咸臨丸の小笠原航海に島民4名が参加[7]。
- 1878（明治11） - 那珂郡に編入。[10]
- 1890（明治23） - 与島村発足。[10]
- 1899（明治32） - 仲多度郡に編入。[10]
- 1953（昭和28）4月1日 - 仲多度郡与島村が坂出市に合併。[10]
- 1960（昭和35） - 簡易水道が敷設[7]。
- 1966（昭和41） - 電線が開通[7]。
- 1972（昭和47） - 塩田が廃止[7]。
- 1980（昭和55） - 水道が開通。水源は岡山県高梁川[7]。
- 1983（昭和58）7月8日 - 瀬戸大橋与島高架橋工事着工。
- 1988（昭和63）4月10日 - 瀬戸大橋開通。[41]

## 主な施設・文化
- 坂出市与島出張所

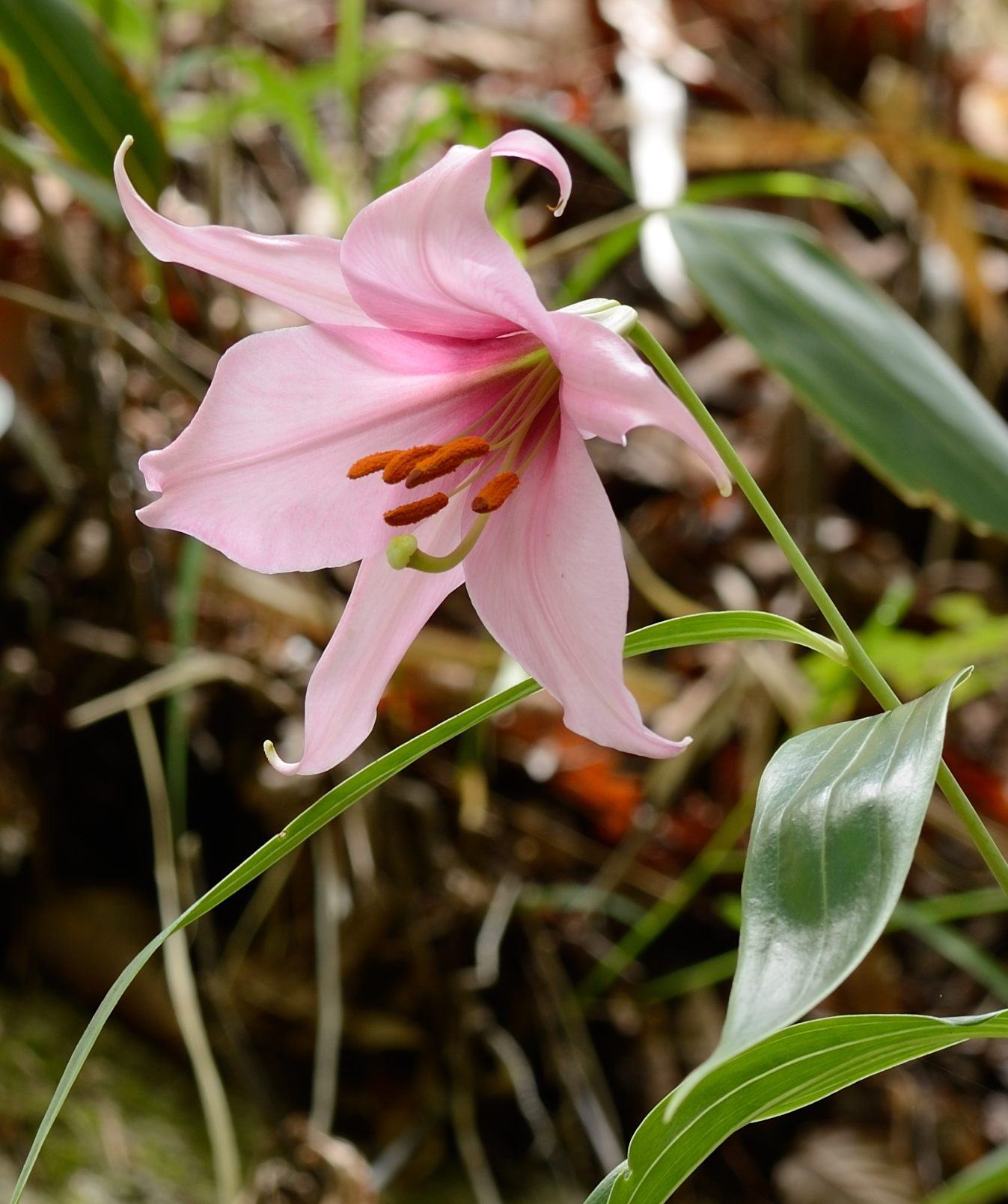
ササユリ

- 坂出市立与島中学校（廃校） - 1947（昭和22）年開校、瀬戸大橋開通後に塩浜地区に移転していた[7]。2002（平成14）年休校、2008（平成20）年廃校[12][42]。
- 坂出市立与島小学校（廃校） - 1887（明治20）年に簡易小学校設置、1891（明治24）年に与島尋常小学校として開校、明治末期までに与島諸島の各島には分教場が整備された。1947（昭和22年）に与島小学校となる[7]。1960（昭和35）年に小学校に白黒テレビが設置されたとの記録がある[7]。2000（平成12）年休校、2008（平成20）年廃校[12]。
- 坂出与島郵便局
- 坂出警察署与島駐在所 - 与島のほか、岩黒島・沙弥島・瀬居島・小瀬居島を受け持っている[43]
- 与島学習資料館 - 与島中学校が収集していた石器類を展示[42]
- 塩飽水軍与島資料館 - 民俗資料などを展示する私設の資料館[42]
- 天津神社 - 社伝では明和3年（1766ないし1767年）の再築[7]。
- 慈眼山法輪寺 - 丸亀市の正覚院の末寺。空海による創建との言い伝えがある。[3]
- 鍋島灯台 - 明治5年にリチャード・ヘンリー・ブラントンにより建設された灯台。与島ではないが防波堤により接続。
- 与島の盆踊り - 国の選択無形民俗文化財（2004（平成16）年選択）。家族が位牌を背負って踊るもので、古典的なゆったりとした所作が特徴。[42]
- 小与島のササユリ - 与島港をはさんで対岸の小与島はササユリの名所で、香川県の天然記念物[3][14]。

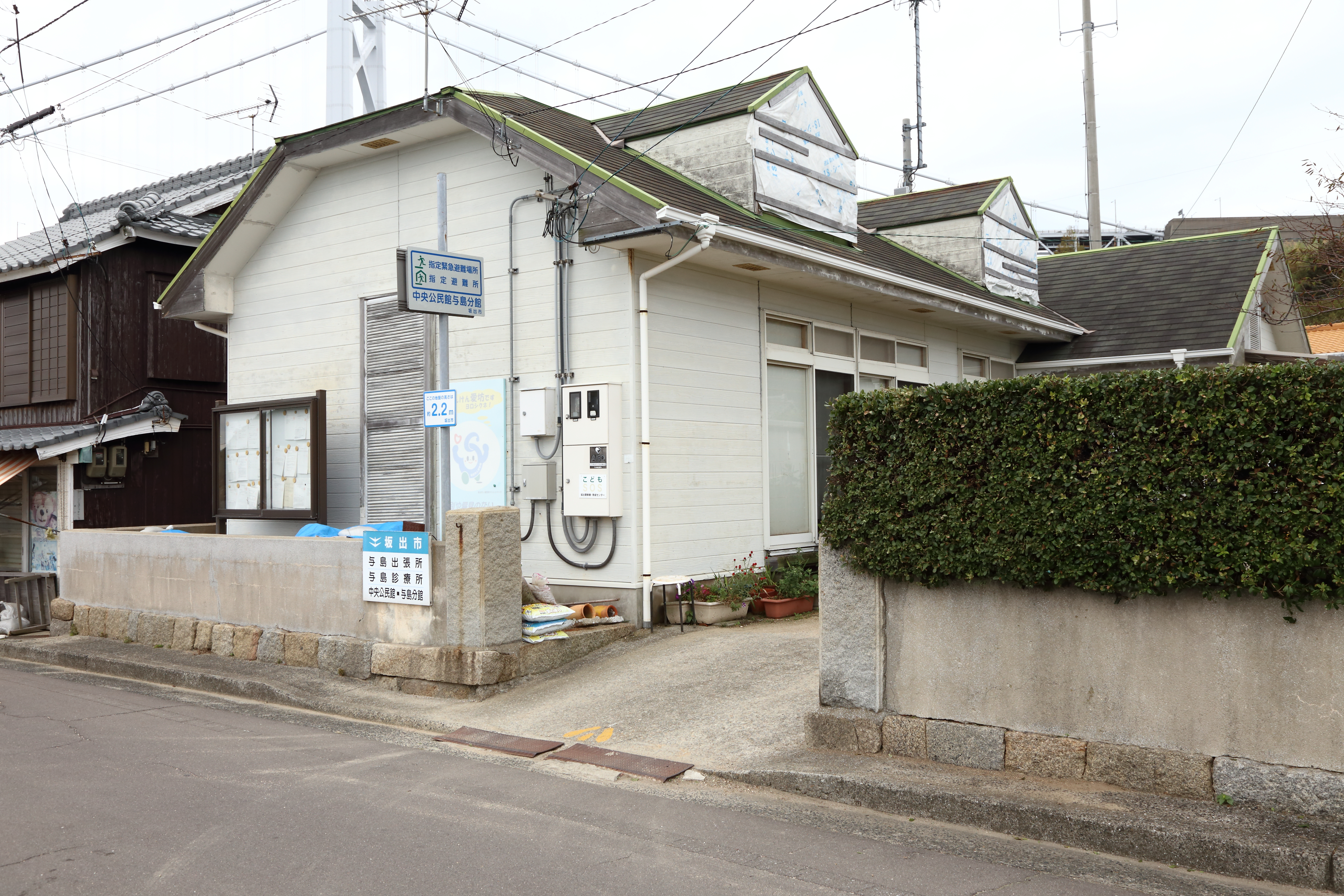
坂出市与島出張所
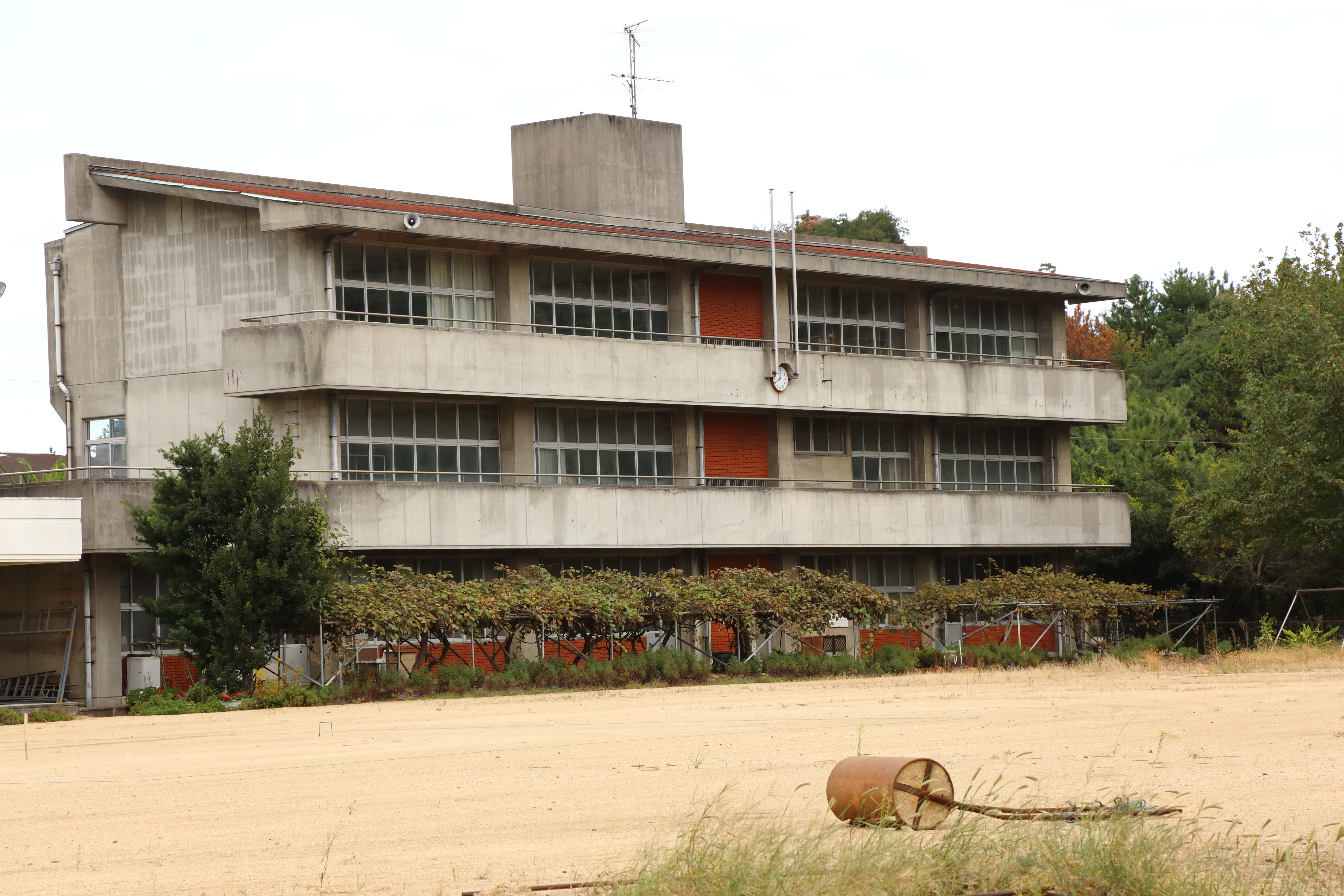
坂出市立与島中学校（廃校）
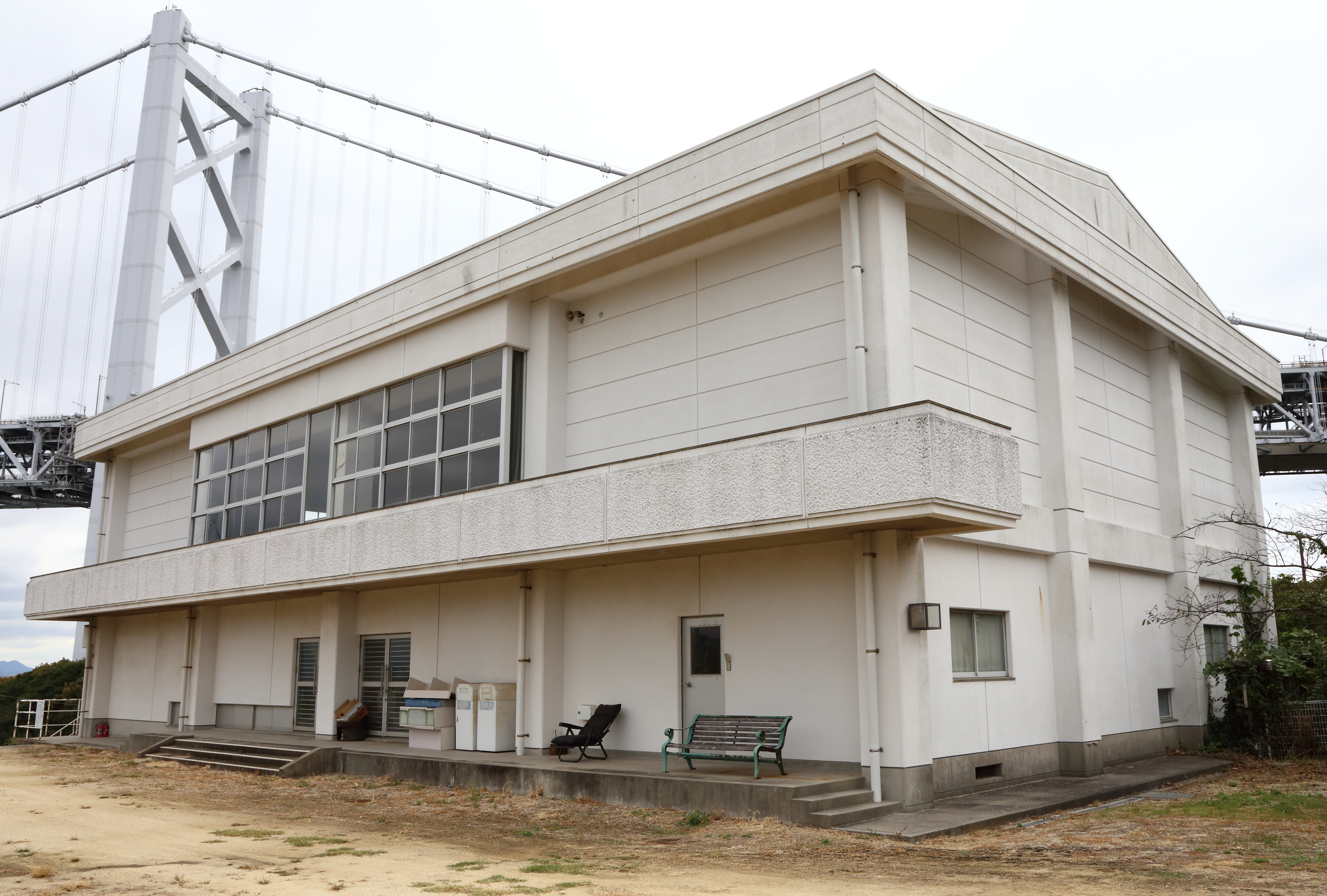
坂出市立与島小学校（廃校）
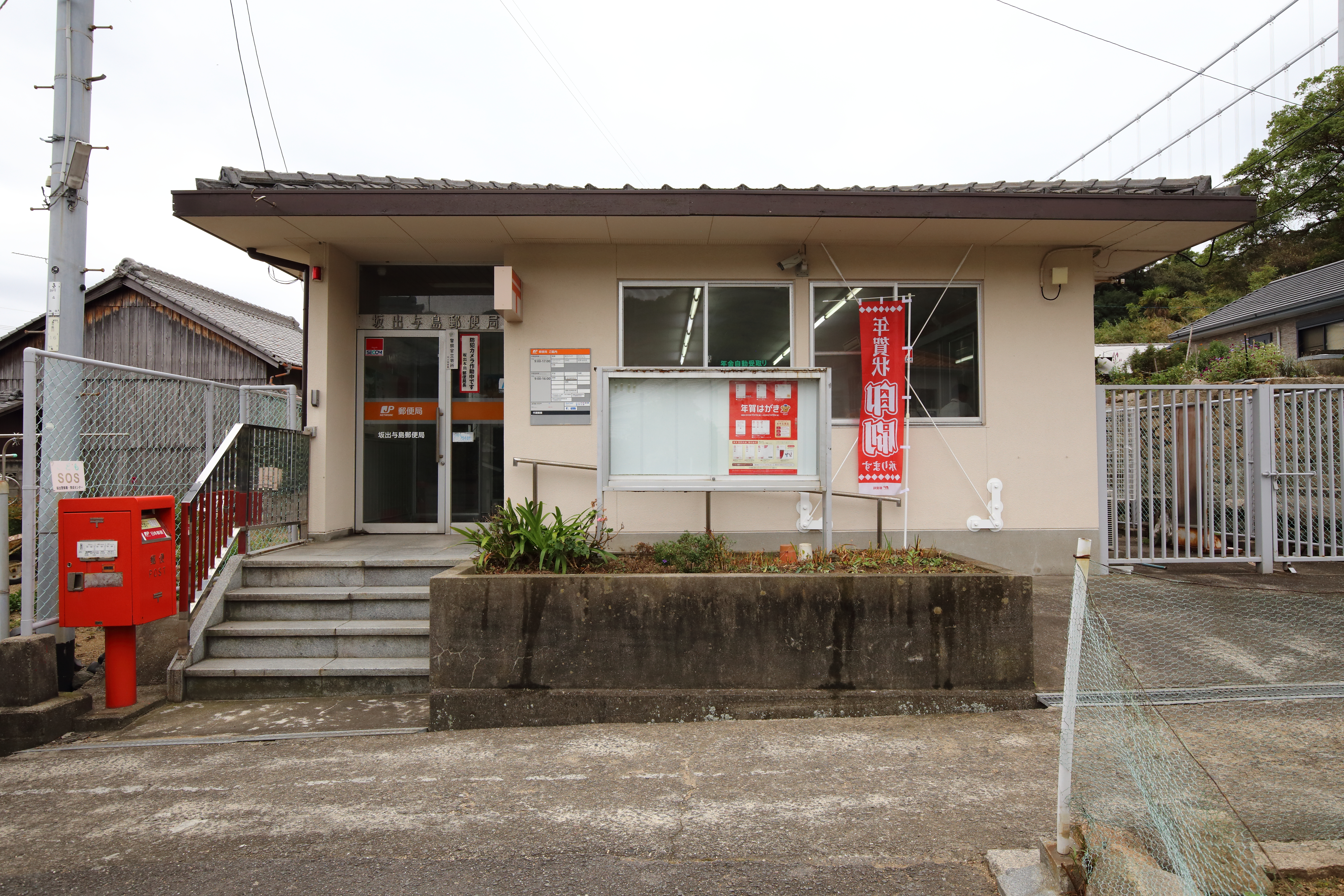
坂出与島郵便局
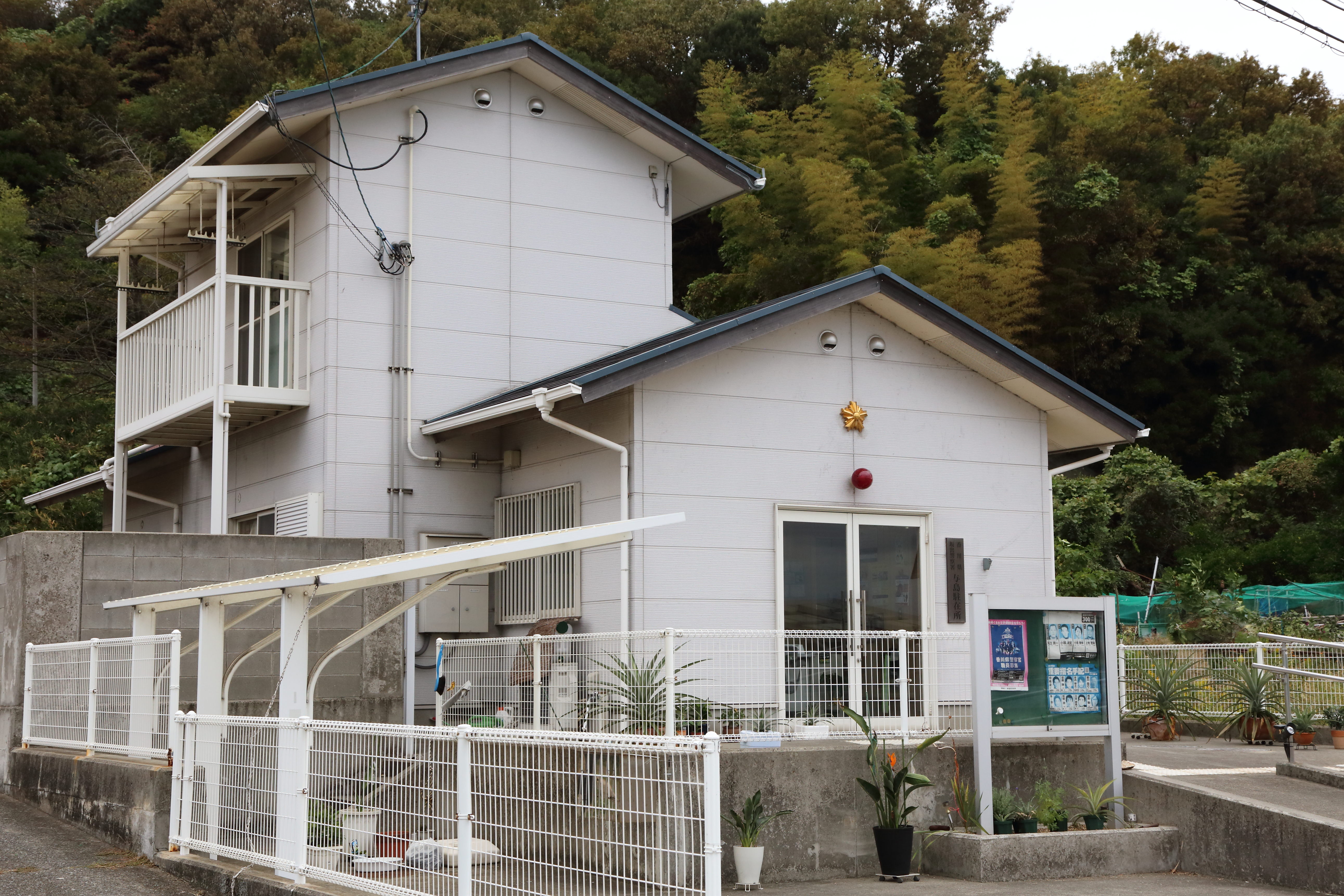
坂出警察署与島駐在所